# イストリア (小惑星)
イストリア（183 Istria）は、小惑星帯に位置するS型小惑星の一つ。
1878年2月8日にオーストリアの天文学者、ヨハン・パリサが当時のオーストリア・ハンガリー帝国領ポーラ（現・クロアチア領プーラ）で発見し、この都市のあるイストリア半島にちなんで命名した。